# Svenska arbetaresperantoförbundet
Svenska arbetaresperantoförbundet (på esperanto Sveda Laborista Esperantista Asocio, förkortat SLEA) är ett svenskt esperantoförbund verksamt inom arbetarrörelsen. Förbundet är anslutet till den internationella organisationen Sennacieca Asocio Tutmonda (SAT). SLEA:s ordförande är Gunnar Gällmo.